# Pterotaea expallida
Pterotaea expallida är en fjärilsart som beskrevs av Frederick H. Rindge 1976. Pterotaea expallida ingår i släktet Pterotaea och familjen mätare. Inga underarter finns listade.